# Kautenbach, Luxemburg
Kautenbach var en kommun i Luxemburg.   Den låg i kantonen Wiltz och distriktet Diekirch, i den norra delen av landet, 40 kilometer norr om huvudstaden Luxemburg. 
Kautenbach upphörde att vara en kommun den 1 januari 2006, då den slogs samman med Wilwerwiltz och blev en del av den nya kommunen Kiischpelt.